# Old Bay Seasoning

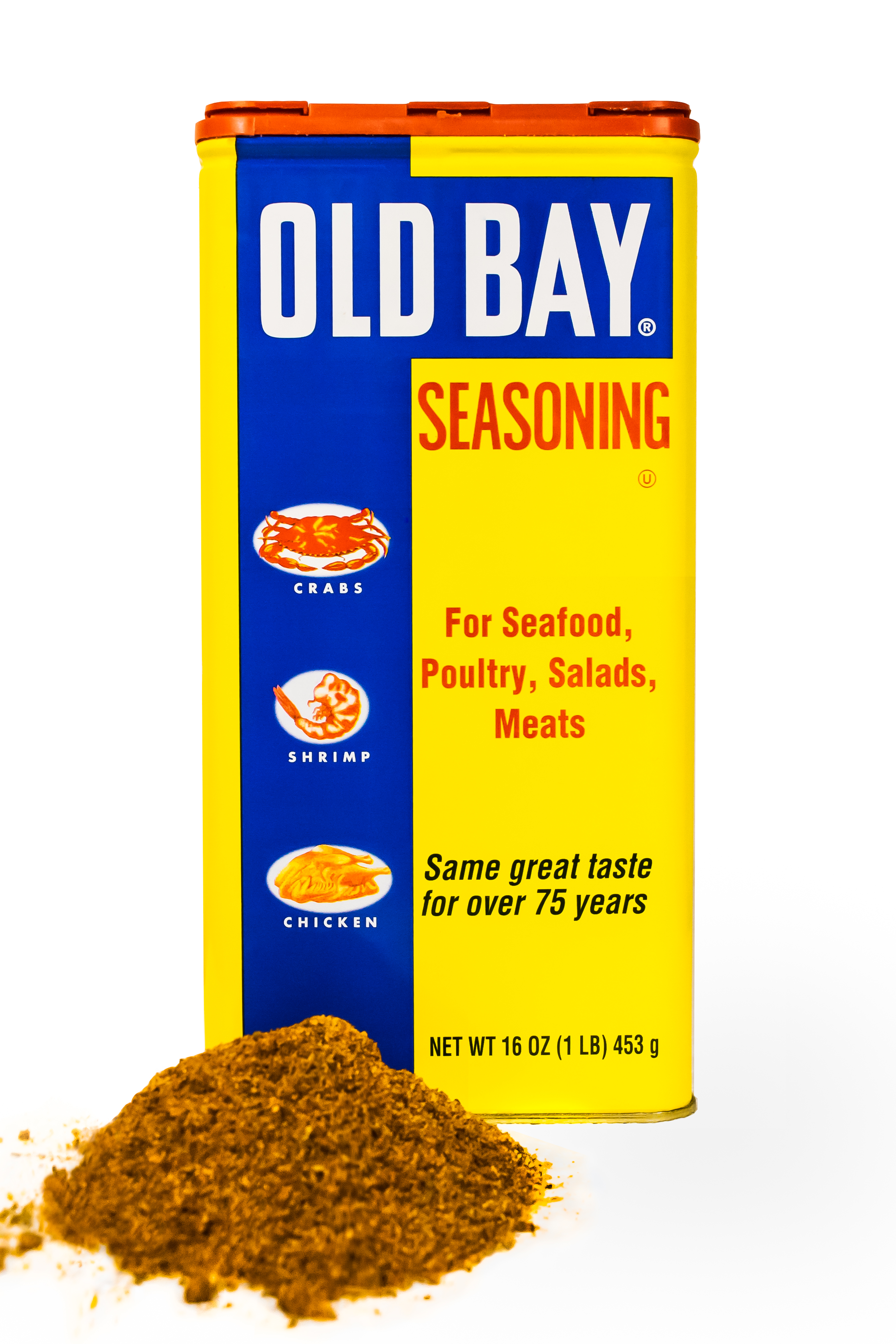
Una llauna d'Old Bay.

Old Bay Seasoning és una barreja d'herbes i espècies típica de l'estat de Maryland, als Estats Units. Actualment, és produïda per McCormick & Company.

## Història
L'any 1937, Gustav Brunn va emigrar del poble bavarès de Bastheim (Alemanya) a Baltimore, la principal ciutat de Maryland. L'any 1939, va fundar una empresa d'espècies anomenada la Baltimore Spice Company. Brunn va ser el creador d'Old Bay, que en un primer moment va anomenar "Delicious Brand Shrimp and Crab Seasoning" (Condiment per a gambes i cranc de la marca Deliciosa). Hom diu que moltes tavernes de Baltimore van començar a vendre crancs cuits al vapor i condimentats amb la barreja salada, ja que animava els clients a comprar més cervesa. L'any 1990, l'empresa McCormick & Company va comprar els drets del condiment a la Baltimore Spice Company i va passar a ser l'unic productor d'Old Bay.

## Nom
Rep el nom de l'Old Bay Line, o "vella línia de la badia". Aquest va ser el sobrenom de la Baltimore Steam Packet Company, una empresa de transport en vaixell que existia de 1840-1962 i que transportava passatgers per la Badia de Chesapeake, sobretot de Baltimore a Norfolk, Virgínia.

## Ingredients i ús
Inclou llavors d'api, mostassa, pebre vermell, llorer, clau, pebre de Jamaica, gingebre, macís, cardamom, canyella i papika, entre d'altres espècies. S'afegeix a una gran quantitat de menjars, sobretot a la cuina regional de Maryland. S'associa principalment amb cranc blau i d'altres tipus de marisc, però també s'afegeix a menjars com patates, crispetes, pollastre, blat de moro o ous.